# Dzsammu és Kasmír
Dzsammu és Kasmír India legészakibb állama, majd 2019. október 31-től India un. szövetségi területeinek egyike. Korábbi harmadik tartománya, Ladak ekkortól önálló szövetségi terület lett.
Északról és nyugatról Pakisztánnal, keletről Ladak szövetségi területtel, délről Himácsal Prades állammal  határos. Fővárosa Szrinagar (nyári) és Dzsammu (téli).
Dzsammu és Kasmír államnak eredetileg három tartománya volt: Dzsammu, a Kasmír-völgy és Ladak (La-dvagsz).
Az egyetlen olyan indiai állam illetve ma szövetségi terület, ahol a többség muzulmán vallású.

Kasmír régióján belül az indiai igazgatás alatt levő államok színezveː
Dzsammu (narancs), Kasmír (zöld) és Ladak (kék). A szürke színűek Pakisztán és Kína igazgatása alatt vannak.

Dzsammu és Kasmír állam komoly területi viták tárgya India, Pakisztán és Kína között. India az egész térséget sajátjának tekinti, de csak a terület felét tartja ellenőrzése alatt. Pakisztán az északnyugati részeit irányítja. Kína 1962-ben foglalta el az északkeleti területeket.
Az indiai Kasmír muszlim többsége már régóta óhajtja a Pakisztánnal való egyesülést, mivel egy alapvetően iszlám államban látja jövőjét biztosítottnak. A független állami státuszt elvetik. A Pakisztán és India között kirobbant háborúban a kasmíri muszlimok a pakisztáni hadsereget támogatták, illetve még napjainkban is vannak fegyveres villongások az indiai kormányzat ellen.